# Святоеленский пастушок
Святоеленский пастушок (лат. Aphanocrex podarces) — вид вымерших нелетающих птиц из семейства пастушковых (Rallidae).

## Внешний вид
Довольно крупная птица, величиной с домашнюю курицу. Внешне напоминал новозеландского пастушка-уэку, но был несколько стройнее и легче. Имел цепкие лапы с сильными когтями. Крылья укорочены, но длиннее, чем у тристанского и вознесенского пастушков.

## Ареал
Был эндемиком острова Святой Елены. 

## Образ жизни
Не изучен. Благодаря длинным когтям и сильным ногам, предположительно, мог карабкаться по скалам острова. Питался насекомыми, моллюсками, яйцами птиц.

## Открытие вида
Был описан американским орнитологом Александром Уэтмором в 1963 году по ископаемым останкам и классифицирован, как Aphanocrex podarces. Однако в 1973 году палеонтолог Сторрс Олсон отнёс его к роду Atlantisia. В настоящее время доказано, что пастушок острова Святой Елены не родственен тристанскому пастушку.

## Вымирание
Вымер, вероятно, после 1502 года, когда мореплавателями на остров были завезены кошки и крысы, которые истребляли яйца и самих пастушков, а также из-за охоты моряков, высаживавшихся на остров для пополнения запасов пресной воды и провианта. 